# Cryptographis gilvidorsis
Cryptographis gilvidorsis là một loài bướm đêm trong họ Crambidae.